# The Soul Society
The Soul Society è un album di Sam Jones con Nat Adderley, Blue Mitchell, Jimmy Heath e Bobby Timmons, pubblicato dalla Riverside Records nel 1960. Il disco fu registrato a New York City, New York (Stati Uniti) nelle date indicate nella lista tracce.

## Tracce
Lato A
1. Some Kinda Mean – 5:55 (Keter Betts) – Registrato l'8 marzo 1960
2. All Members – 4:11 (Jimmy Heath) – Registrato il 10 marzo 1960
3. The Old Country – 6:05 (Nat Adderley) – Registrato il 10 marzo 1960
4. Just Friends – 4:10 (Sam M. Lewis, John Klenner, arrangiamento di Jimmy Heath) – Registrato l'8 marzo 1960

Lato B
1. Home – 4:50 (Cannonball Adderley) – Registrato il 10 marzo 1960
2. Deep Blue Cello – 4:54 (Sam Jones) – Registrato l'8 marzo 1960
3. There Is No Greater Love – 3:39 (Marty Symes, Isham Jones) – Registrato l'8 marzo 1960
4. So Tired – 6:30 (Bobby Timmons) – Registrato il 10 marzo 1960

## Musicisti
A1, A4, B2 e B3
- Sam Jones - violoncello
- Nat Adderley - cornetta
- Jimmy Heath - sassofono tenore
- Charles Davis - sassofono baritono
- Bobby Timmons - pianoforte
- Keter Betts - contrabbasso
- Louis Hayes - batteria

A2, A3, B1 e B4
- Sam Jones - contrabbasso
- Blue Mitchell - tromba
- Jimmy Heath - sassofono tenore
- Charles Davis - sassofono baritono
- Bobby Timmons - pianoforte
- Louis Hayes - batteria[3]